# Gloria Votsis
Gloria Votsis (9 februari 1979) is een Amerikaanse actrice. Ze is vooral bekend door kleinere rollen te vertolken in tv-series zoals Hawaii Five-0, The Gates, CSI, CSI: NY, CSI: Miami en Suburgatory. Ze vertolkte ook de rol van Alex Hunter in de tv-serie White Collar.